# Pararistolochia ceropegioides
Pararistolochia ceropegioides là một loài thực vật thuộc họ Aristolochiaceae. Loài này có ở Cameroon và Gabon. Môi trường sống tự nhiên của chúng là rừng khô nhiệt đới hoặc cận nhiệt đới and rừng ẩm vùng đất thấp nhiệt đới hoặc cận nhiệt đới. Chúng hiện đang bị đe dọa vì mất môi trường sống.